# Chung Sở Hồng
Chung Sở Hồng (tiếng Trung: 鍾楚紅; bính âm: Zhōng Chǔhóng; tên tiếng Anh: Cherie Chung Chor-hung; sinh ngày 16 tháng 2 năm 1960) là một nữ diễn viên Hồng Kông đã giải nghệ. Cô là một trong những diễn viên hàng đầu của điện ảnh Hồng Kông vào thập niên 1980.

## Tiểu sử và sự nghiệp
Là người gốc Khách Gia, Chung Sở Hồng tham gia cuộc thi Hoa hậu Hồng Kông vào năm 1979 và vào đến vòng chung kết nhưng không thắng được giải nào. Sau này cô lọt vào mắt đạo diễn Đỗ Kỳ Phong và được mời đóng bộ phim đầu tiên là The Enigmatic Case (1980).
Vẻ đẹp và sự quyến rũ của Sở Hồng đã giúp cô trở thành một trong những diễn viên ăn khách nhất Hồng Kông thời đó. Trong sự nghiệp điện ảnh của Sở Hồng, một trong những vai diễn nổi tiếng nhất của cô là trong phim Câu chuyện mùa thu (1987) của đạo diễn Trương Uyển Đình, cô vào vai Jennifer, một phụ nữ trung lưu được giáo dục phải lòng một gã đàn ông thô lỗ và vô học do Châu Nhuận Phát thủ vai. Bộ phim nhanh chóng trở thành một trong những tác phẩm chiếu bóng hạng nhất của lịch sử điện ảnh Hồng Kông. Sở Hồng từng được xem là "Marilyn Monroe" của ngành công nghiệp giải trí Hồng Kông bởi vẻ đẹp của mình.
Sở Hồng giã từ sự nghiệp diễn xuất kể từ đầu thập niên 1990. Bộ phim cuối cùng cô tham gia là của đạo diễn Ngô Vũ Sâm mang tên Tung hoành tứ hải (1991), cũng là một tác phẩm kinh điển.
Cô kết hôn với bậc thầy ngành quảng cáo Chu Gia Đỉnh vào năm 1991 ở Hoa Kỳ, được biết đến với những thành tích đóng góp cho ngành quảng cáo Hồng Kông. Trước khi cưới, họ đã thỏa thuận là sẽ không sinh con. Ngày 24 tháng 8 năm 2007, Chu Gia Đỉnh chết vì ung thư dạ dày. Ông được tiến hành tang lễ theo nghi thức Công giáo.
Cô còn rất tích cực tham gia các hoạt động bảo vệ môi trường.

## Phim ảnh
- Once a Thief - Tung hoành tứ hải (1991) - vai Red Bean / Cherie
- Zodiac Killer (1991) - Meng Tieh-lan
- Ái nhân đồng chí / Đồng chí thương người (愛人同志)
- Happy Together (1989)
- Wild Search (1989) - Cher
- Diary of a Small Man (1989)
- Last Romance (1988)
- Golden Years (1988) - Chu So-so
- Mr. Mistress (1988) - Ho's girlfriend
- Chaos by Design (1988)
- The Good, the Bad and the Beauty (1988) - Ko Sau-ping
- The Eight Happiness (1988) - Beautiful
- Golden Swallow (1988) - Hsiao-hsueh / Lu Hsiao-ping
- 18 Times (1988)
- Carry on Hotel (1988)
- Bet on Fire (1988) - Hung
- Walk on Fire (1988) - Miss Chung
- Couples, Couples, Couples (1988) - Mary Huang
- Fatal Love (1988) - Cecilia Yau Tai-kam
- The Yuppie Fantasia (1988)
- One Husband Too Many (1988) - Frances
- Moon, Stars & Sun (1988) - GiGi
- An Autumn's Tale - Câu chuyện mùa thu (1987) - vai Jennifer
- Spooky Kama Sutra (1987)
- Spiritual Love - Quỷ tân nương (1987) - vai Ngụy Tiểu Điệp
- Goodbye Darling (1987) - Josephine
- Double Fixation (1987)
- Peking Opera Blues (1986) - Sheung Hung
- Happy Ding Dong (1986) - Din-din
- Fascinating Affairs (1985) - Diana
- Women (1985)
- The Flying Mr. B (1985)
- Cher, Last Victory (1984) - Cherie Teng
- Banana Cop (1984) - Amy
- The Hidden Power of the Dragon Sabre (1984)
- My Darling Genie (1984)
- Prince Charming (1984) - Yuk Duk-mei
- Maybe It's Love (1984)
- Heaven Can Help (1984) - Cathy
- Descendant of the Sun (1983) - Princess
- Hong Kong Playboys (1983) - Mei
- Boys and Girls (1983)
- Winners and Sinners - Kỳ mưu diệu kế ngũ phúc tinh (1983) - vai Shirley
- Twinkle Twinkle Little Star - Tinh tế độn thai (1983)
- Eclipse (1982)
- The Dead and the Deadly (1982) - Miss Yuen
- It Takes Two (1982)
- The Story of Woo Viet - Câu chuyện của Hồ Việt (1981) - vai Thẩm Thanh Đẳng
- The Postman Strikes Back (1981) - Guihua
- The Enigmatic Case (1980) - Yao Puipui[1][2]